# Papalotla de Xicohténcatl
Papalotla de Xicohténcatl är en kommun i Mexiko.   Den ligger i delstaten Tlaxcala, i den sydöstra delen av landet, 100 km öster om huvudstaden Mexico City. Antalet invånare är 24 616. Arean är 18,9 kvadratkilometer.
Terrängen i Papalotla de Xicohténcatl är lite kuperad.
Följande samhällen finns i Papalotla de Xicohténcatl:
- Papalotla